# Drosera acaulis
Drosera acaulis es una especie de planta carnívora del género Drosera. Es originaria de Sudáfrica.

## Descripción
Es una planta carnívora perennifolia y herbácea que alcanza un tamaño de  0,01-0,02 m de altura que se encuentra a una altitud de 2100 metros en Sudáfrica.

## Taxonomía
Drosera acaulis fue descrita por Carlos Linneo el Joven y publicado en Prodr. Pl. Cap. 1: 57. 1794
Etimología
Drosera: tanto su nombre científico –derivado del griego δρόσος (drosos): "rocío, gotas de rocío"– como el nombre vulgar –rocío del sol, que deriva del latín ros solis: "rocío del sol"– hacen referencia a las brillantes gotas de mucílago que aparecen en el extremo de cada hoja, y que recuerdan al rocío de la mañana.
acaulis: epíteto latino que significa "sin tallo".
Sinonimia
- Drosera acaulis Thunb.
- Drosera pauciflora var. acaulis (L.f.) Sond.[4][5]